# Brokeback Mountain: Original Soundtrack
Brokeback Mountain: Original Soundtrack é o álbum contendo a trilha-sonora original do filme O Segredo de Brokeback Mountain (2005). As composições e canções originais foram compostas e produzidas pelo argentino Gustavo Santaolalla. Foi lançado pela Verve Forecast em 1 de novembro de 2005.
Há também outro álbum contendo a trilha-sonora original do filme, lançado pela Wonderful Music em 6 de junho de 2006. Nesse caso, as composições originais são interpretadas pela Global Stage Orchestra, ao invés de Santaolalla.
| Críticas profissionais                                                      | Críticas profissionais |
| Avaliações da crítica                                                       | Avaliações da crítica  |
| Fonte                                                                       | Avaliação              |
| --------------------------------------------------------------------------- | ---------------------- |
| All Music Guide                                                             | [ 1 ]                  |
| Esta tabela precisa de ser acompanhada por texto em prosa. Consulte o guia. |                        |

## Lista de faixas
1. "Opening" - Gustavo Santaolalla - 1:31
2. "He Was a Friend of Mine" - Willie Nelson - 4:42
3. "Brokeback Mountain I" - Gustavo Santaolalla - 2:32
4. "A Love That Will Never Grow Old" - Emmylou Harris - 3:20
5. "King of the Road" - Teddy Thompson & Rufus Wainwright - 2:53
6. "Snow" - Gustavo Santaolalla - 1:18
7. "The Devil's Right Hand" - Steve Earle - 2:34
8. "No One's Gonna Love You Like Me" - Mary McBride - 3:06
9. "Brokeback Mountain II" - Gustavo Santaolalla - 1:59
10. "I Don't Want To Say Goodbye" - Teddy Thompson - 3:12
11. "I Will Never Let You Go" - Jackie Greene - 1:55
12. "Riding Horses" - Gustavo Santaolalla - 1:24
13. "An Angel Went Up In Flames" - The Gas Band - 2:36
14. "It's So Easy" - Linda Ronstadt - 2:27
15. "Brokeback Mountain III" - Gustavo Santaolalla - 2:14
16. "The Maker Makes" - Rufus Wainwright - 3:50
17. "The Wings"  - Gustavo Santaolalla - 1:52

## Single
Desde o lançamento do álbum pela Verve Records, três remixes da faixa "The Wings", interpretada por Gustavo Santaolalla, foram criados e lançados como um single num CD.

### Lista de faixas do single "The Wings"
1. "The Wings" - Gabriel & Dresden's Organized Nature Remix
2. "The Wings" - Manny Lehman, Tony Moran & Warren Rigg Remix
3. "The Wings" - Manny Lehman Remix

## Prêmios e indicações

### Prêmios
- Academy Awards (Oscars)
  - Melhor trilha-sonora original

- Golden Globe Awards
  - Melhor canção original – "A Love That Will Never Grow Old" (Música: Gustavo Santaolalla, letra: Bernie Taupin)

### Indicações
- Golden Globe Awards
  - Melhor trilha-sonora original

- Grammy Awards
  - Melhor álbum de trilha-sonora

## Posição nas listas de mais vendidos

### Álbum
| Lista (2006)                                                            | Peak position |
| ----------------------------------------------------------------------- | ------------- |
| EUA Billboard 200 Os 200 álbuns mais vendidos                           | 54            |
| EUA Billboard Top Internet Albums Os álbuns mais vendidos pela internet | 54            |
| EUA Billboard Top Soundtracks Os álbuns de trilha-sonora mais vendidos  | 3             |

### Single: "The Wings"
| Lista (2006)                                                                             | Peak position |
| ---------------------------------------------------------------------------------------- | ------------- |
| EUA Billboard Hot Dance Music/Club Play As canções de dance music mais tocadas em boates | 3             |
| EUA Billboard Hot Dance Singles Sales Os singles de dance music mais vendidos            | 4             |